# Imakane
Imakane (jap. 今金町 Imakane-chō) – miasto w Japonii, w prefekturze Hokkaido, w podprefekturze Hiyama. Według danych na rok 2020 miejscowość zamieszkiwało 5 072 mieszkańców , a gęstość zaludnienia wyniosła 8,9 os./km².